# خودارضایی در تاریخ

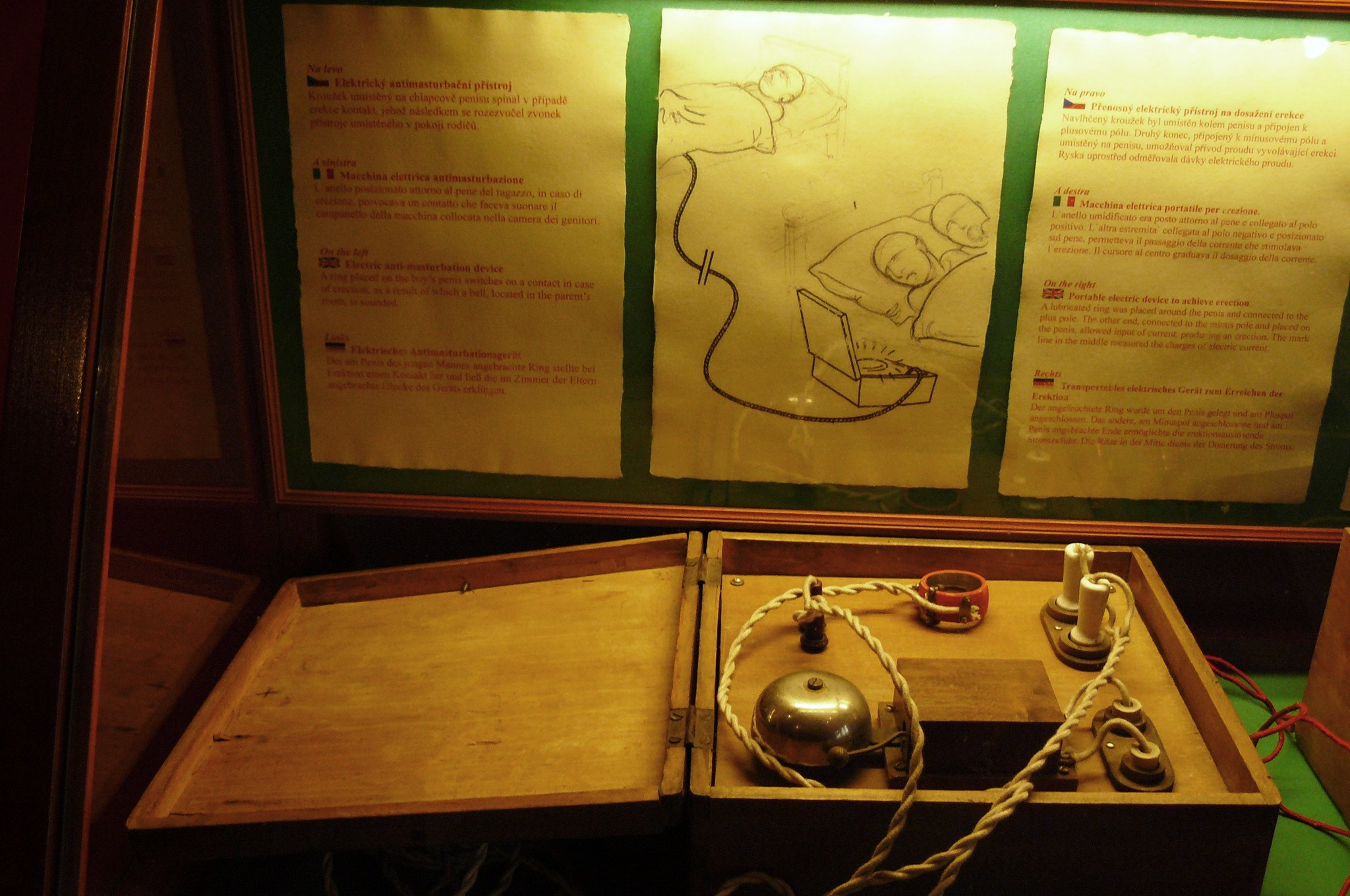
دستگاه ضد خودارضایی در پراگ (موزه دستگاه‌های سکس)

خودارضایی در تاریخ تغییرات گسترده‌ای را در جامعه در رابطه با اخلاق، نگرش‌های اجتماعی، مطالعه علمی و تصویرسازی هنری خودارضایی در طول تاریخ جنسی توصیف می‌کند.
تحریک جنسی اندام جنسی خود توسط مذهب‌های مختلف تفسیر شده است و همواره از منظر قانونی، مناقشات اجتماعی، کنش‌گری و نیز مطالعات هوشی در زمینه سکس‌شناسی بحث‌برانگیز و مورد بررسی بوده‌است. در طول تاریخ، دیدگاه‌های اجتماعی درباره خودارضایی و تابوهای مرتبط با آن، از جامعه‌ای به جامعه دیگر متفاوت و متغیر بوده است.

## تاریخ باستان
سنگ‌نگاره‌هایی با نمای خودارضایی از دوران پیش از تاریخ در سرتاسر جهان، موجود است. چنین به نظر می‌آید که انسان‌های نخستین، نعمت‌های طبیعی را با آمیزش جنسی در هم می‌آمیخته‌اند. یک تندیس سفالین مربوط به هزاره چهارم پیش از میلاد، در جزیره مالت یافت شده که زنی را در حال خودارضایی نمایش می‌دهد. نگاره‌های مربوط به خودارضایی مردان بسیار بیش‌تر از زنان است.
سومریان با مقوله سکس، آسان برخورد می‌کردند و خودارضایی را، چه به تنهایی و چه با شریک جنسی، به مثابه ابزاری برای افزایش نیرو می‌دانستند.

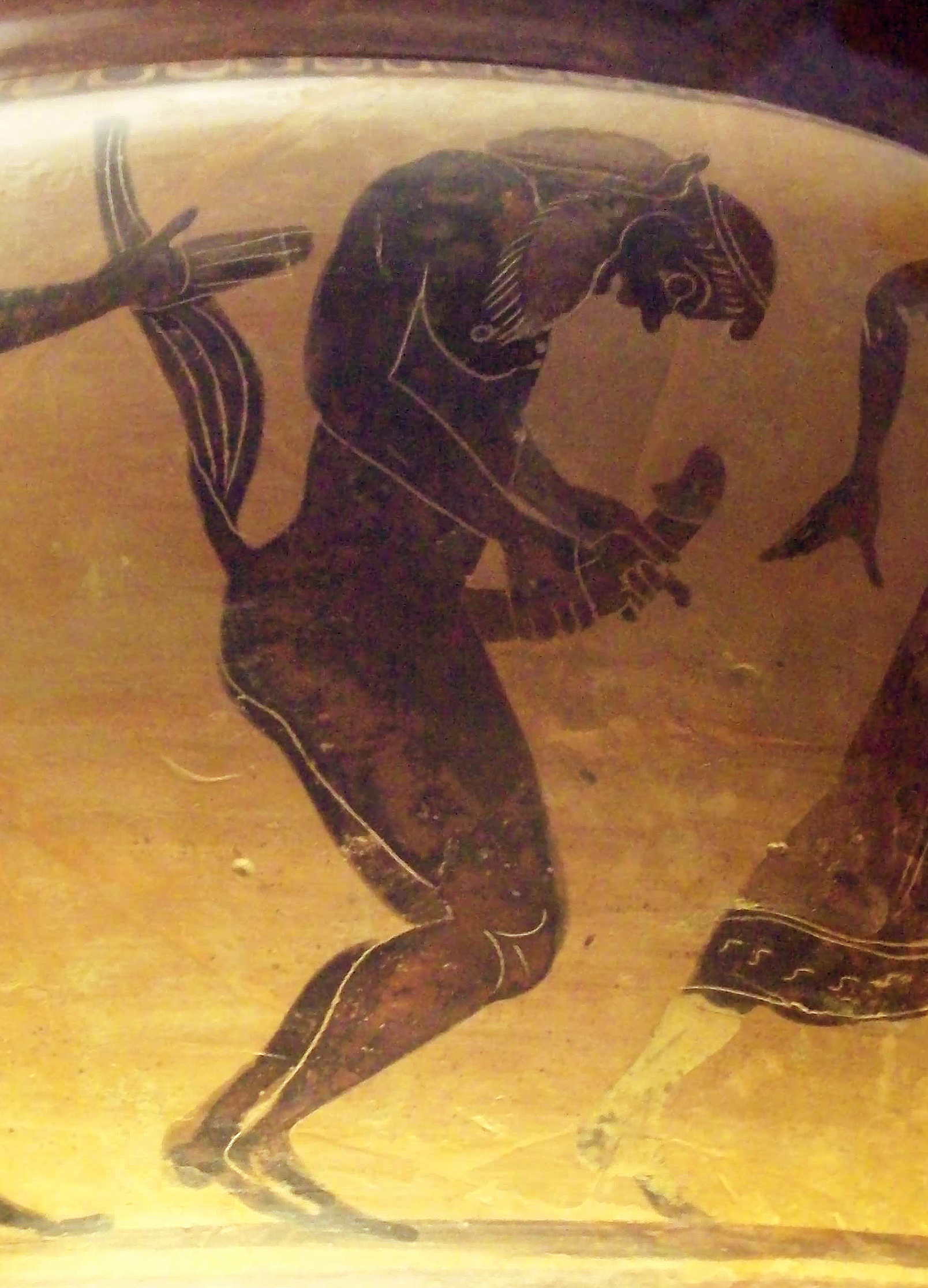
یک ساتیر در حال خودارضایی (یونان باستان، قرن ششم پیش از میلاد).

در مصر باستان، خودارضایی مردان اهمیت بیش‌تری داشته‌است. چنانچه این عمل توسط خدایان صورت می‌گرفت، آن را به مثابه خلقت یا یک عمل جادویی در نظر می‌گرفتند. باور مصریان بر این بود که خدای آتوم، جهان را با خودارضایی و انزال خلق کرده‌است و جزر و مد نیل را نیز بارها به خودارضایی او نسبت می‌دادند. فراعنه نیز، از همین رو طی مناسکی در رود نیل اقدام به خودارضایی می‌کردند.
در یونان باستان خودارضایی را یک عمل کاملاً طبیعی و معمولی برای جایگزینی لذت سکس در نظر می‌گرفتند. آنان این کار را چون سوپاپ اطمینانی در مقابل نابه‌سامانی‌های جنسی می‌دانستند. آنان همچنین، خودارضایی زنان را، هم در نوشته‌ها و هم در نگاره‌هایشان به نمایش می‌کشیدند. یونانیان واژه آنافلان به معنی «آتش‌افزون» را برای این عمل به کار می‌بردند.
گفته می‌شود دیوژن کلبی در ملأ عام اقدام به خودارضایی نموده‌است. وی با گستاخی در رابطه با این عملش می‌گفته: «ای کاش می‌شد همچون خودارضایی، با مالیدن شکمم بتوانم گرسنگیم را هم برطرف کنم.»
دیوژن با طعنه، خدای هرمس را مسوول خلقتش می‌دانست. وی، متعامداً بر پسرش پان که دل در گرو اخو داشت اما نمی‌توانست او را فریفته خود کند، افسوس می‌خورد. وی به پسرش خودارضایی را آموخت تا بتواند با رنجی که می‌برد، کنار بیاید. پان نیز این عادت را به چوپان‌های جوان آموخت.
خودارضایی در منابع جنسی روم باستان کم ذکر شده‌است. مارشال این عمل را یک عمل پست و مختص بردگان می‌دانست. با این حال، خودارضایی در طنزهای لاتین (به‌طور مثال در یکی از آثار به جا مانده از گایوس لوسیلیوس) مورد توجه بوده‌است. رومیان دست چپ را برای خودارضایی مناسب‌تر می‌دانستند.

## فرهنگ‌های بدون خودارضایی
در حوضه کنگوی آفریقا، گروه‌های قومی آکا و نگاندو همگی در زبان خود کلمه‌ای برای خودارضایی ندارند و از با مفهوم خودارضایی گیج می‌شوند.

## کتابچه‌ای از قرن ۱۸
نخستین بهره‌گیری از واژه «جلق» (انگلیسی: onanism) در کتابچه‌ای که در لندن و به سال ۱۷۱۶ که به خداشناس آلمانی، دکتر بالتازار بکر نسبت داده می‌شود، ثبت شده‌است. نام این کتابچه «خودارضایی یا گناه خودآلودگی و همه نتایج ترسناک آن در هر دوجنس: نصیحت‌نامه‌ای روحی و جسمی برای آنان که با این عمل زشت به خود آسیب زده‌اند» بوده‌است.
در این کتابچه همچنین، نامه‌هایی از مردان جوانی که ظاهراً به شهادت خود، بر اثر خودارضایی دچار این معضلات شده بودند، آورده شده‌است. در نهایت این کتابچه راه حل را «تنتورهای تقویتی» به قیمت ۱۰ شیلینگ و «پودر تقویتی» به قیمت ۱۲ شیلینگ برای هر کیسه موجود در یکی از مغازه‌های محلی، معرفی می‌کند.
کتابچه «جلق» در زمان خود بسیار پرفروش بود، به طوری که بیش از ۶۰ بار تجدید چاپ شد و به چندین زبان برگردانده شد.

### جیمز
از سال ۱۷۴۳ تا ۴۵، فیزیک‌دان انگلیسی رابرت جیمز، یک فرهنگ واژگان پزشکی را منتشر کرد که در آن خودارضایی را به «عامل رقت‌بارترین و لاعلاج‌ترین بیماری‌ها» تعریف نمود. وی نوشت: «احتمالاً هیچ گناهی به جز خودارضایی نیست که این همه، آثار سوء مخفی داشته باشد».

### تیسوت

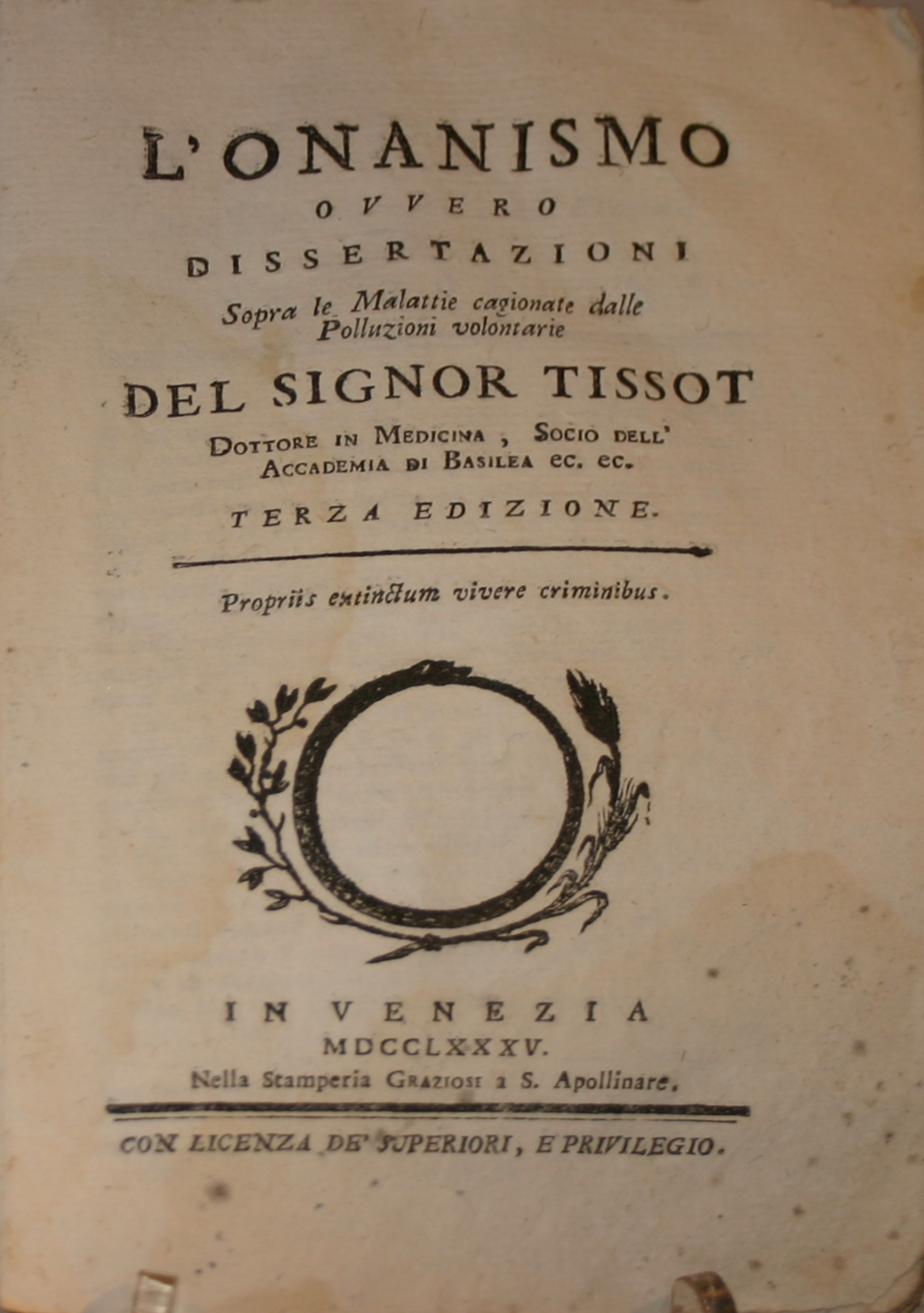
نگارش ایتالیایی کتاب «درمان بیماری‌های ناشی از جلق» نوشته ساموئل آگوست آندره دیوید تیسوت مربوط به سال ۱۸۷۵.

یکی از پزشکان بی‌شماری که از مفهوم خودارضایی هراس داشتند، ساموئل آگوست تیسوت سوئیسی بود. وی، در ۱۷۶۰ کتاب جلقیدن که در آن به‌طور مبسوط به راه‌کارهای درمان بیماری‌های ناشی از جلق زدن می‌پردازد را انتشار داد. وی، با استناد به مطالعات انجام شده روی خودارضایی مردان جوان، چنین می‌پنداشت که منی گونه‌ای «روغن حیاتی» و «تحریک‌کننده» دربردارد که چنانچه به مقادیر زیاد از بدن دفع شود، سبب «یک کاهش عظیم در قدرت بدنی، حافظه و تعقل می‌شود و همچنین دید را تار می‌کند، اعصاب را مختل می‌کند، همه گونه‌های نقرس و روماتیسم را ایجاد می‌کند، قدرت تولید نسل را کاهش می‌دهد، خون در ادرار ایجاد می‌کند، کم‌اشتهایی می‌آورد و سردرد و خیلی بیماری‌های دیگر با خود به همراه می‌آورد.»
در قانونی به قرن هفدهم میلادی، پیوریتن‌های کلونی نیوهیون، کنتیکت، کفرگویی و همجنس‌گرایی و خودارضایی را مستوجب اعدام دانستند.
با وجود آنکه نظریه‌های تیسوت هم‌اکنون و در خوش‌بینانه‌ترین حالت، فرضیه در نظر گرفته می‌شوند، درمان‌های وی زمانی که فیزیولوژی و پزشکی مبتنی بر تجربه هنوز به وجود نیامده بودند، به عنوان متون علمی تدریس می‌شدند. حتی برخی از چهره‌های روشن‌فکر آن دوران نظیر ایمانوئل کانت و ولتر، راهکارهای تیسوت و نظریه‌هایش پیرامون خودارضایی را تأیید می‌کردند که این، خود ۲ قرن دیگر بر بیماری‌انگاری این عمل افزود.

### راش
در سال ۱۸۱۲، بنجامین راش بخش ۱۸ کتابش را به نام «جنبه بیمارگونه اشتهای جنسی» و با موضوع بیماری‌های روانی و ذهنی قرار داد. وی در این بخش، پرخوری، پرنوشی و تن‌آسانی را از عوامل جلق زدن می‌دانست. در صفحه ۳۳ کتاب می‌خوانیم: «شیاطین اخلاقی و جسمی وجود دارند که این گناه ناشی از تنهایی بر بدن و جسم تحمیلمی‌کند.» در صفحه ۴۸ کتاب وی ادعا می‌کند سه تن بر اثر جلق زدن، به مانیا مبتلا شدند. وی، در مشاهداتش در رابطه با آنچه «دیوانگی مادرزاد» می‌خواند (صفحه ۲۹۲)، می‌گوید: «نوعی اشتهای خطرناک و شدید در آن‌ها وجود دارد که به محض رسیدن به بلوغ، آن را با جلق زدن ارضا می‌کنند.»
در سال ۱۸۳۸، جین اسکیرول در کتابش به نام بدکارکردی‌های روحی بیان کرد که خودارضایی «در همه کشورها به عنوان علت جنون شناخته می‌شود.»

### وایت
در کتاب جاذبه جدی گناه در خفا و سوء استفاده از روابط ازدواجی به سال ۱۸۷۰، که جیمز اسپرینگر وایت، شوهر الن جی. وایت آن را ویراستاری کرده می‌خوانیم:

چنانچه عمل [لذت‌بری از خود] از ۱۵ سالگی به بعد ادامه یابد، طبیعت به جنگ چنین سوء استفاده‌ای برمی‌خیزد و رنج کشیدن آن ادامه می‌یابد و فرد را مجبور به پرداخت جزایی سنگین می‌نماید؛ به ویژه از سنین ۳۰ تا ۴۵ فرد این جزا را با دردهای بی‌شماری که در جاهای مختلف بدنش حس می‌کند و با بیماری‌های گوناگون که بر اندام‌های مختلف نظیر کبد، ریه، اعصاب، ستون مهره‌ها ایجاد می‌شود همچون روماتیسم و تومورهای مختلف، هزینه این رنج دادن به طبیعت را پرداخت می‌کند. برخی از سامانه‌های دقیق طبیعی بدن از بین می‌روند و باقی اعضا بایستی وظیفه آن‌ها را به انجام برسانند و این خود برهم‌زننده نظم طبیعت است. گاهی حتی به‌طور ناگهانی این سازه طبیعی از هم پاشیده و مرگ حادث می‌شود.

زنان از مردان، کم‌تر دارای نیروی حیاتی هستند و از هوای نشاط‌انگیز و فرح‌بخش بیرون از خانه، محروم هستند. نتیجه سوء استفاده از خود در زنان را می‌توان به شکل بیماری‌های گوناگون نظیر زکام، خیز، سردرد، ضعف حافظه و بینایی، کمردرد، درد ستون مهره‌ها و زوال عقل مشاهده کرد.

### کلاگ
دکتر جان هاروی کلاگ یک مخالف سرسخت خودارضایی بود. وی، از منابع پزشکی مختلف، چون کتاب دکتر آدام کلارک این نتیجه را می‌گرفت که "نه جنگ، نه طاعون، نه آبله کوچک و نه هیچ بیماری دیگری نتوانستند فجایع انسانی که این گناه شرم‌آور خودارضایی برای بشر به وجود آورده را ایجاد کنند." وی، در نوشته‌هایش حتی به مرگ‌های ناشی از خودارضایی هم اشاره و افراد را هشدار می‌داد. وی، معتقد بود که این "گناه ناشی از تنهایی" سبب ایجاد سرطان رحم، اختلالات مجاری ادرار، شب‌ادراری، ناباروری، اپیلپسی، جنون و معلولیت جسمی و روحی می‌شود.
وی در کتابش به نام حقایق آشکار برای پیر و جوان، هشدارهایی در رابطه با شر بودن سکس داده‌است. ۹۷ صفحه از این کتاب ۶۴۴ صفحه‌ای به "گناه محرمانه (گناه ناشی از تنهایی یا تجاوز به خود)"، نشانه‌ها و تبعات آن اشاره دارد. همچنین ۳۹ نشانه از کسی که جلق می‌زند، ارائه شده‌است.
وی برای از میان بردن این "گناه ناشی از تنهایی" در کودکان پیشنهاد می‌کند دستان آن‌ها را ببندند، آلت‌های تناسلیشان را با ابزارهای ویژه بپوشانند، به نوک آلتشان شوک برقی بدهند و بدون بیهوشی ختنه‌شان کنند؛ که این‌ها همه، سبب از میان رفتن این عادت زشت می‌شود. برای پیشگیری نیز، وی به والدین توصیه می‌کند به کودکان آموزش دهند که با آلت تناسلیشان ورنروند و هرچه بیش‌تر رشد می‌کنند، بیش‌تر از "نتایج شیطانی" این عمل برایشان بگویند. وی همچنین، والدین را در رابطه با "ندیمه‌های شیطانی"، "خدمت‌کاران و پرستاران جادوگر یا بی‌خیال" که برای کودکان جلق می‌زنند تا ساکتشان کنند، بر حذر می‌دارد.

### بن باز
در دهه ۱۹۹۰، عبدالعزیز بن باز، مفتی اعظم عربستان سعودی، استدلال می‌کرد که خودارضایی، برهم‌زننده جهاز هاضمه، متورم‌کننده اندام تناسلی، خطرناک برای ستون فقرات، «مرتعش کننده دست و پا»، تضعیف‌کننده «غدد مغزی»، کاهش دهنده هوش و در نهایت، «منجر به اختلال روانی و دیوانگی» می‌شود.

## دغدغه‌های اخلاقی
ایمانوئل کانت خودارضایی کردن را گونه‌ای نقض قوانین اخلاقی می‌پنداشت. وی در کتابش متافیزیک اخلاقیات چاپ ۱۷۹۷ چنین استدلال کرد که 'چنین بهره‌وری غیرطبیعی از غرایز جنسی هر کسی را به محض فکر کردن به آن متوجه می‌کند که این عمل نقض‌کننده حق وظیفه هر شخص نسبت به خودش است'. وی معتقد بود حتی اگر نام مناسبی هم برای این عمل پیدا کنیم، باز هم از بی‌اخلاقی آن کاسته نمی‌شود. (خلاف مورد خودکشی که در آن هیچ وظیفه‌ای برای فرد مترتب نیست). با این حال وی تأیید می‌کند که 'یافتن منطق غیرعقلانی بودن این عمل غیرعادی امری آسان نیست' اما در نهایت 'بی‌اخلاقی این عمل بدین سبب است که انسان شخصیت خود را از دست می‌دهد… وقتی خود را به عنوان وسیله‌ای برای ارضای یک سائق حیوانی به کار می‌گیرد'.
فیلسوف قرن هجدهم ژان-ژاک روسو خودارضایی را برابر 'تجاوز روحی' در نظر می‌گرفت و آن را هم در امیل و هم اعترافات ژان-ژاک روسو مورد بحث قرار داده‌است. وی معتقد بود که این، تأثیرات مخرب جامعه روی فرد است که سبب خودارضایی کردن وی می‌شود و اینکه انسان‌هایی که یک زندگی ساده در طبیعت را دنبال می‌کنند، هرگز دست به چنین عملی نمی‌زنند.
این مباحث به دوره ویکتوریا، زمانی که خودارضایی در رسانه‌ها به سبب محافظه‌کاری و همچنین تضاد آن با رفتار جنسی رایج در آن زمان سانسور می‌شد نیز ادامه پیدا کرد.
در سال ۱۸۹۷، مارک توین متن سخنرانی زیر نام افکاری پیرامون علم خودارضاییرا منتشر ساخت که با این واژه‌گان پایان می‌یابد:

از میان همه روش‌های آمیز جنسی، خودارضایی کم‌ترین میزان توصیه را داراست. خودارضایی به عنوان یک سرگرمی، زودگذر، به عنوان شغل۷ خسته‌کننده و به عنوان یک نمایش خیابانی، بی‌درآمد است. خودارضایی برای اتاق نقاشی مناسب نیست و در جوامع متمدن و فرهنگی، خیلی وقت است که این عمل از سطح اجتماع زدوده شده‌است…
بنابراین نتیجه می‌گیرم که: اگر قرار است روی سکستان قمار کنید، دست لون هند [کنایه از بازی قمار یا به اصطلاح دستی که در آن یک تن در برابر چندین تن بازی می‌کند] را زیاد بازی نکنید.
وقتی یک جهش انقلابی در خود حس می‌کنید، ستون وندام [کنایه از کیر] را طور دیگری پایین بیاورید [کنایه از ارضا شدن] و جلق نزنید.

Twain, Mark (1879). Some Thoughts on the Science of Onanism (Speech). Stomach Club. Paris, France.
توصیه‌هایی وجود داشته مبنی بر اینکه شلوار پسران طوری دوخته شود که نتوانند از جیب آن به اندام تناسلی خود دست بزنند یا برای کودکان مدرسه‌ای نیمکت‌ها به گونه‌ای باشند که نتوانند پاهایشان را به هم بمالند یا اینکه دختران از راندن دوچرخه یا اسب منع شوند؛ چرا که لذتی که ممکن است برای آن‌ها در این کارها وجود داشته باشد، شبیه خودارضایی است. پسران و مردان جوانی که زیاد خودارضایی می‌کردند را «ضعیف‌مغز» [معادل کَمَری در زبان فارسی] می‌خواندند. برای این‌گونه افراد حتی داروها و رژیم‌های خوراکی ویژه‌ای تجویز می‌شد. این دیدگاه‌ها توسط جان هاروی کلاگ (مبدع برگه ذرت) و سیلوستر گراهام (مبدع گراهام کرکر) ترویج می‌شد. در منابع پزشکی آن زمان، حتی توصیه می‌شد که برای درمان خودارضایی بایستی از شوک برقی، آلت‌دوزی، بهره‌گیری از کمربند پاکدامنی و تنگ‌پوش، سوزاندن یا در تلاش نهایی، اخته‌کردن بهره گرفته شود. ختنه نوزادان به سبب اثراتی که در پیش‌گیری از خودارضایی داشت، به‌طور وسیعی در آمریکا و انگلیس توسعه یافت. (برای اطلاعات بیش‌تر بنگرید به ختنه مردان در تاریخ). در دهه‌های بعدی فن‌های روانشناسی جای این روش‌ها را گرفتند که از جمله آن‌ها می‌توان به هشدار به مردم مبنی بر اینکه خودارضایی سبب کوری یا موی درآوردن کف دست و رشد دیررس می‌شود. برخی از این باورها حتی به شکل افسانه‌گونه‌ای در زمان حاضر نیز رایج هستند. اورندیک و شرودر با اشاره به این باورها معتقدند: «این‌ها نشانگر تنها برخی از صفحات تاریک میان دین و پزشکی هستند.»

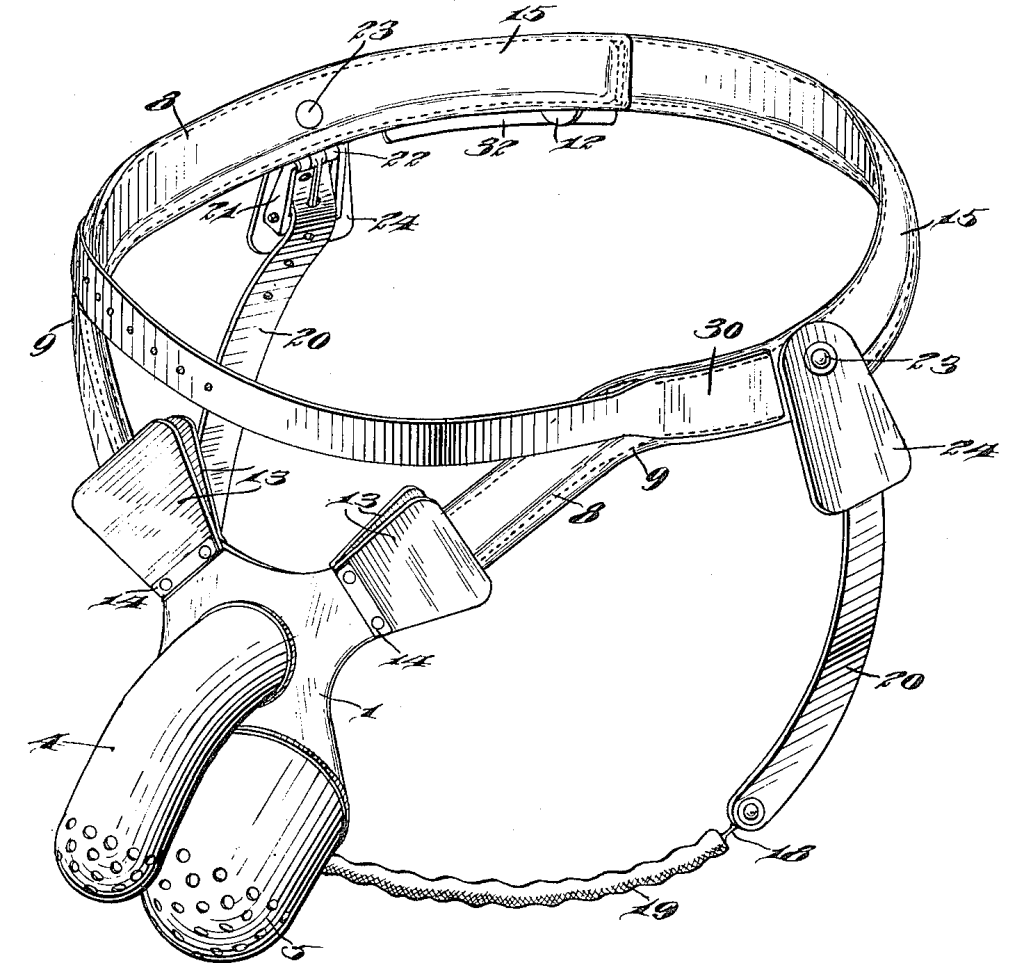
نگاره ثبت اختراع یک کمربند پاکدامنی. برای دیدن نمای کلی سند، صفحه ۱، ۲، ۳، ۴، ۵، ۶ را بنگرید.

## تابوی خودارضایی
در سال ۱۹۰۵، زیگموند فروید در سه مقاله پیرامون جنسیت خودارضایی را با اعتیاد مرتبط دانست. وی در رابطه با خودارضایی نوزادان شیرخواره، کودکان چهار ساله و نوجوانان تازه‌بالغ سخن گفته‌است.
در همین حال، در گذشته، راه درمان هیستری زنانه را خودارضایی می‌دانستند و از جمله روش‌های توصیه شده نیز مالیدن آلت زنانه با کرم‌های ویژه یا پلاسبو و بهره‌گیری از لرزاننده‌های نخستین ساخت آن زمان بوده‌است.
در ۱۹۱۰ و در جلسه‌های حلقه وین جنبه‌های اخلاقی و بهداشتی خودارضایی مورد بحث قرار گرفت اما انتشار صورت‌جلسه‌های مربوط به آن با مخالفت مواجه شد.
در آغاز قرن بیستم دیدگاه‌های پزشکی مرتبط با خودارضایی، زمانی که ایچ. هولاک الیس در ۱۸۹۷ در کتابش به نام مطالعاتی پیرامون روان‌شناسی سکس بنیادهای فکری تیسوت را زیر سؤال برد و با نام بردن از مشاهیری که اقدام به خودارضایی می‌کردند، این عقیده که خودارضایی سبب امراض می‌شود را به کلی مردود دانست، کم‌کم دگرگون شدند. وی چنین نوشت: «به این نتیجه رسیده‌ایم که در رابطه با خودارضایی، چنانچه فرد سالم به دنیا آمده باشد و از سلامت جسمی نیز بهره‌مند باشد، اگر میانه‌روی در انجام این عمل را رعایت کند، هیچ مشکلی برایش پیش نخواهد آمد.»
رابرت بی‌دن-پاول، پایه‌گذار «مجمع دیده‌بانان» به سال ۱۹۱۴ در کتابش «دیده‌بانی پسران» هشدارهایی در رابطه با خودارضایی داده‌است. به عقیده وی فرد برای مقابله با وسوسه خودارضایی می‌بایست آن قدر تمرینات بدنی انجام دهد تا خسته شده و دیگر تاب و توان خودارضایی کردن را نداشته باشد. با این حال در سال ۱۹۳۰، دکتر اف. دبلیو. دبلیو. گریفین ویراستار کتاب دیده‌بان در کتابی برای راور اسکاوت نوشت که وسوسه خودارضایی «یکی از مراحل طبیعی رشد است» و با ارجاع به کتاب الیس، نتیجه گرفت که «تلاش برای دست‌یابی به ریاضت کامل جنسی یک اشتباه بزرگ است.»
درباره گونه‌های خودارضایی، مقاله‌ای است به سال ۱۹۲۲ نوشته روان‌پزشک و روان‌کاو اتریشی، ویلهلم رایش.
رایش در این مقاله هفت و نیم صفحه‌ای، باورهای شایع در رابطه با نقش خیال‌پردازی‌های ناهشیارانه و در نتیجه احساس گناه حول محور عمل خودارضایی را می‌پذیرد.

## انقلاب جنسی
آلفرد کینزی سکس‌شناس، در دهه‌های ۱۹۴۰ و ۵۰، در آثارش، به ویژه کتاب گزارش‌های کینزی، با استناد به نتایج حاصل از نظرسنجی‌های مؤسسه نظرسنجی گالوپ مبنی بر میزان رواج انجام عمل خودارضایی در ایالات متحده آمریکا، مصرانه اعلام می‌دارد که خودارضایی یک عمل کاملاً طبیعی و ناشی از یک غریزه طبیعی است. برخی منتقدان وی معتقدند که تحقیقات او متعصبانه بوده و بهره‌گیری از روش نظرسنجی مؤسسه گالوپ در تعریف «عمل طبیعی» زیاده‌روی است.
در آمریکا از آن‌جایی که راهنمای تشخیصی و آماری اختلال‌های روانی (از جلد دوم چاپ ۱۹۶۸ به این سو) عمل خودارضایی را یک اختلال یا بیماری روانی نمی‌داند، پزشکان و روان‌پزشکان این عمل را به عنوان بیماری یا اختلال در نظر نمی‌گیرند. انجمن پزشکی آمریکا نیز این عمل را از ۱۹۷۲ به این سو یک عمل بهنجار در نظر می‌گیرد.
توماس ساس دگرگونی در توافق علمی بر سر مسئله خودارضایی را این‌گونه بیان می‌کند: «خودارضایی در واقع نخستین کنش جنسی بشر است. در قرن نوزدهم این عمل یک بیماری تلقی می‌شد و در قرن بیستم یک درمان بیماری.» تریسترام اِنگِلهارت در مقاله ای تاریخی تحت عنوان «بیماری خودارضایی: ارزش ها و مفهوم بیماری» سیر روند این تحول مبنایی را توضیح داده‌است.
در دهه ۱۹۸۰، میشل فوکو تابوی خودارضایی را «تجاوز پدر و مادر به لذت جنسی کودک» می‌دانست و معتقد بود:

دخالت در این امر شخصی مخفیانه، برای پدر و مادر امری خنثی محسوب نمی‌شود. خودارضایی نه تنها با قدرت، اخلاقیات یا مسوولیت سر و کار دارد، بلکه این یک نوع لذت است.

در ۱۹۹۴ هنگامی که جراح کل ایالات متحده آمریکا، دکتر جویسلین الدرز، درخواست کرد تا در برنامه‌های درسی مدارس، آموزش بهداشتی بودن و امن بودن عمل خودارضایی گنجانده شود، وی را مجبور به استعفا کردند؛ با این بهانه که خانم الدرز می‌خواهد خودارضایی کردن را به کودکان بیاموزد.
هفته جلق مستند تلویزیونی بود پیرامون خودارضایی که قرار بود در انگلیس و توسط کانال ۴ روی آنتن برود. اما پخش آن در مارس ۲۰۰۷ منتفی شد.

## مطالعه بیش‌تر
- سکس به تنهایی: تاریخ فرهنگی خودارضایی، نوشته تامس دبلیو. لیکویر[۴۰]
- خودارضایی: تاریخ یک ترس بزرگ نوشته جین استنگرز.[۴۱]
- کتاب بزرگ خودارضایی: از وحشت تا شوق نوشته مارتا کورناگ.[۴۲]
- لذت‌ها به تنهایی: مباحث تاریخی، ادبی و هنری خودتحریکی نوشته پاولا بنت و ورنان راسریو.[۴۳]
- بیماری خودارضایی: ارزش ها و مفهوم بیماری، نویسنده: تریسترام اِنگِلهارت، ترجمه: محسن خادمی